# Olinia
Olinia (đồng nghĩa: Plectronia) là một chi thực vật hạt kín bao gồm khoảng 5-10 loài cây bụi hay cây gỗ nhỏ. Chi này được coi là chi duy nhất của tông Olinieae Horaninow trong họ Penaeaceae nghĩa rộng hay đôi khi là họ của chính nó là Oliniaceae Arn.. Các loài trong chi Olinia là bản địa của châu Phi, sống trong khu vực từ miền tây châu Phi tới Nam Phi.

## Các loài
Danh sách dưới đây liệt kê 10 loài, nhưng đa phần công nhận khoảng 5 loài.
- O. abyssinica
- O. accuminata
- O. aequipetala
- O. capensis
- O. cymosa
- O. discolor
- O. emarginata
- O. radiata
- O. rochetiana
- O. vanguerioides
- O. ventosa

## Hình ảnh

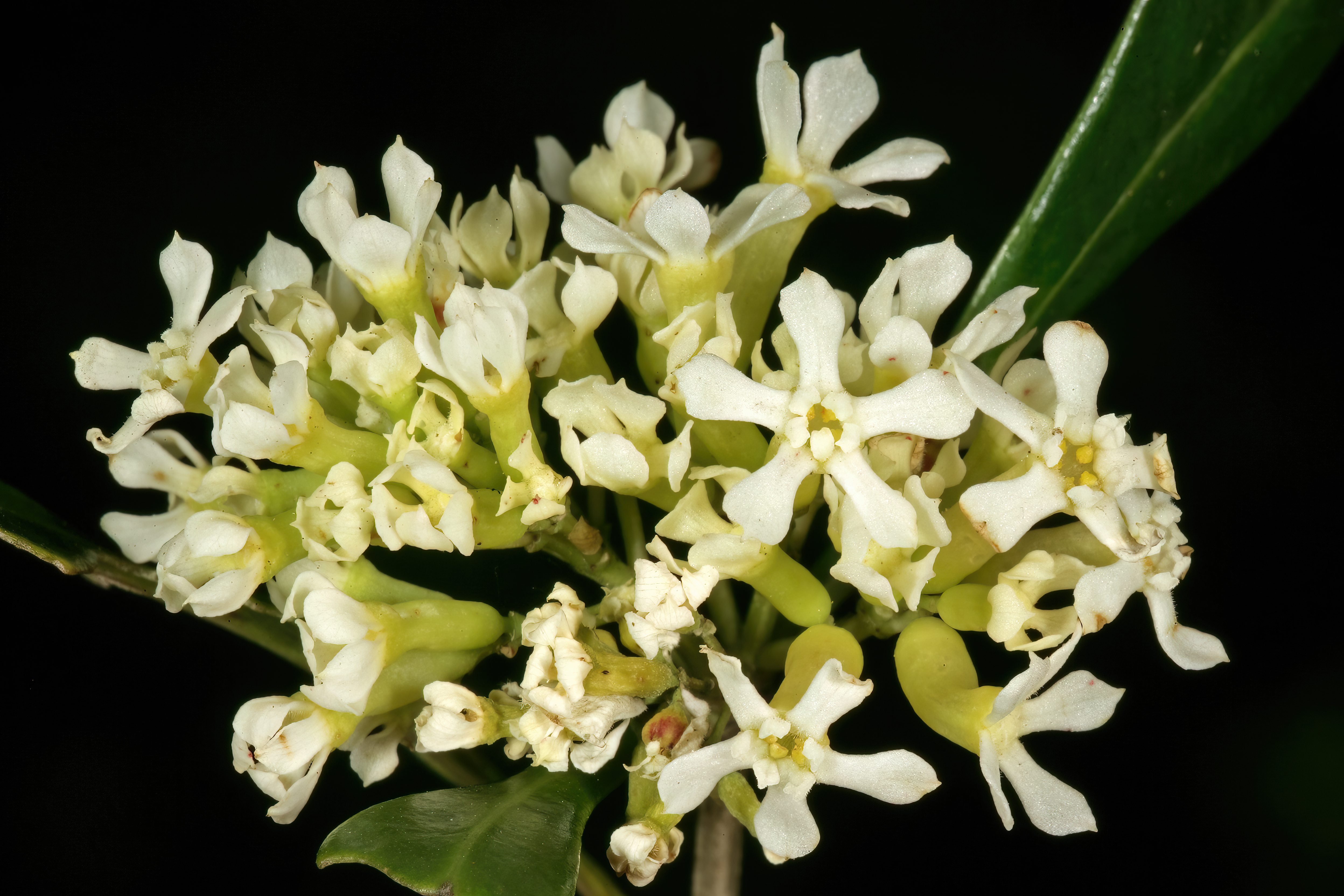
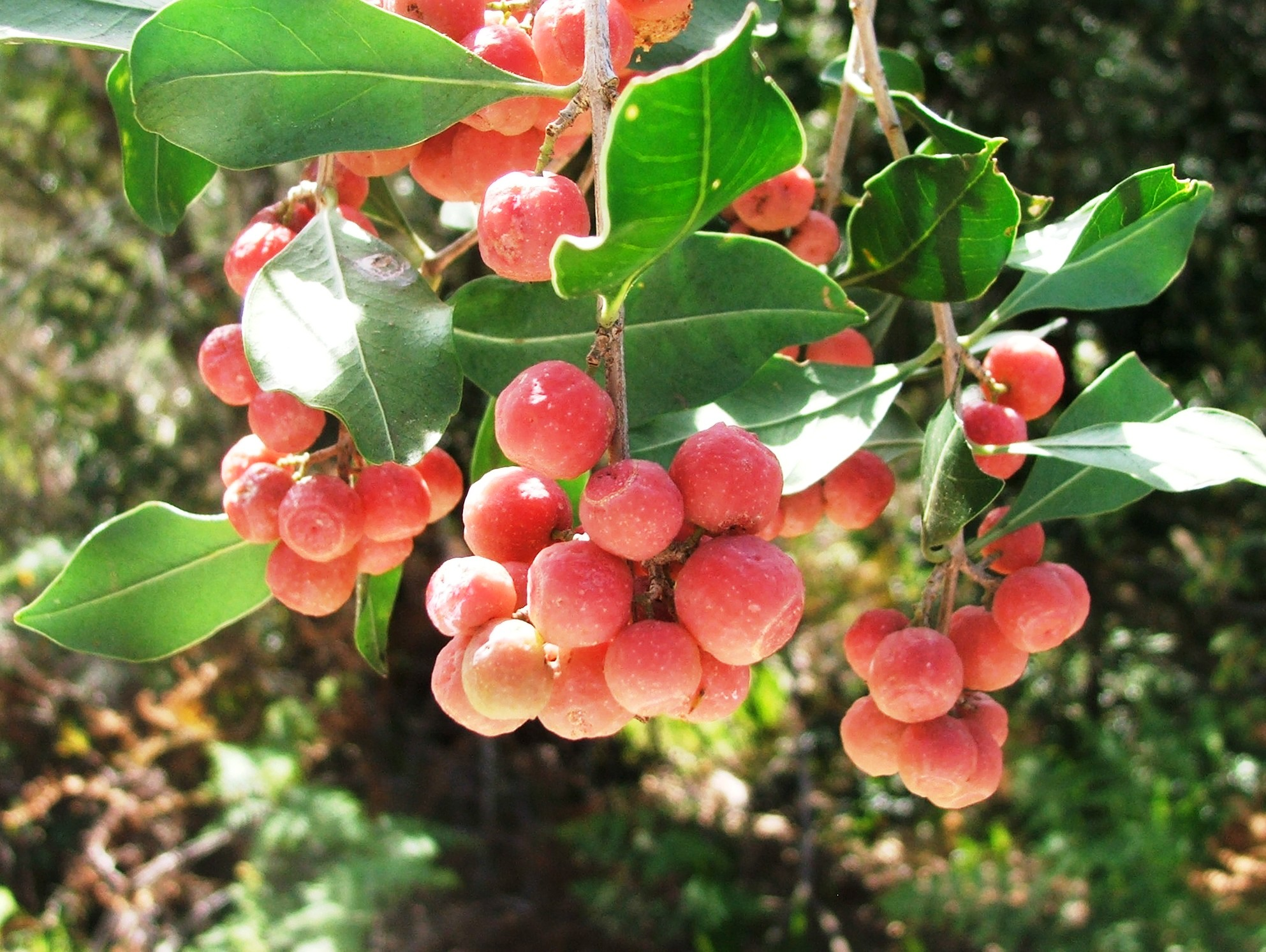
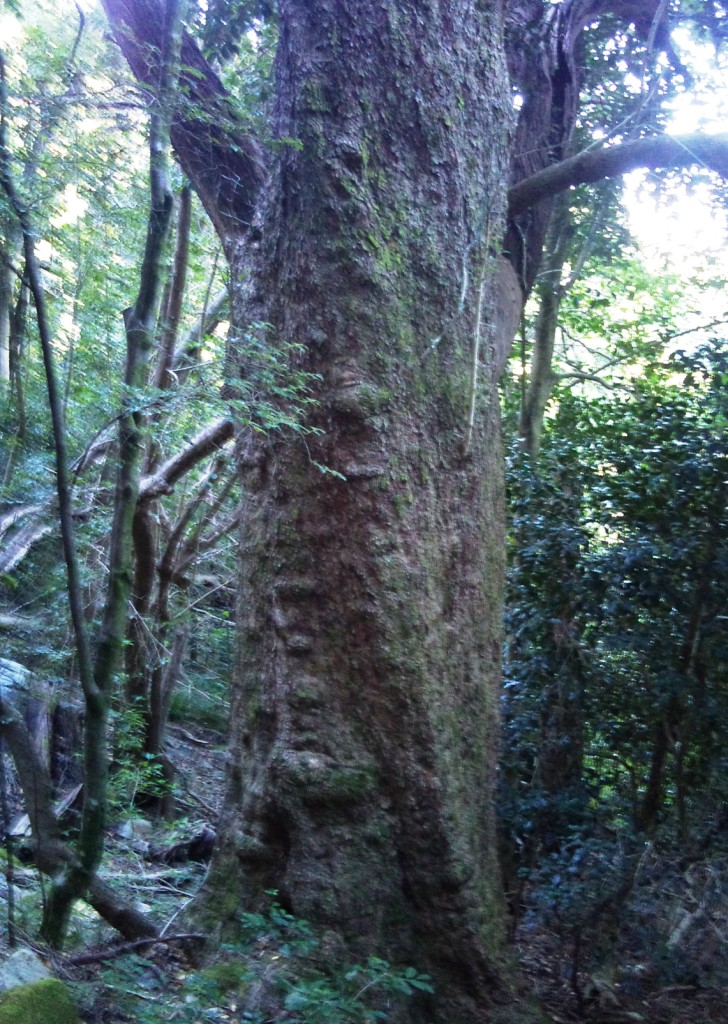
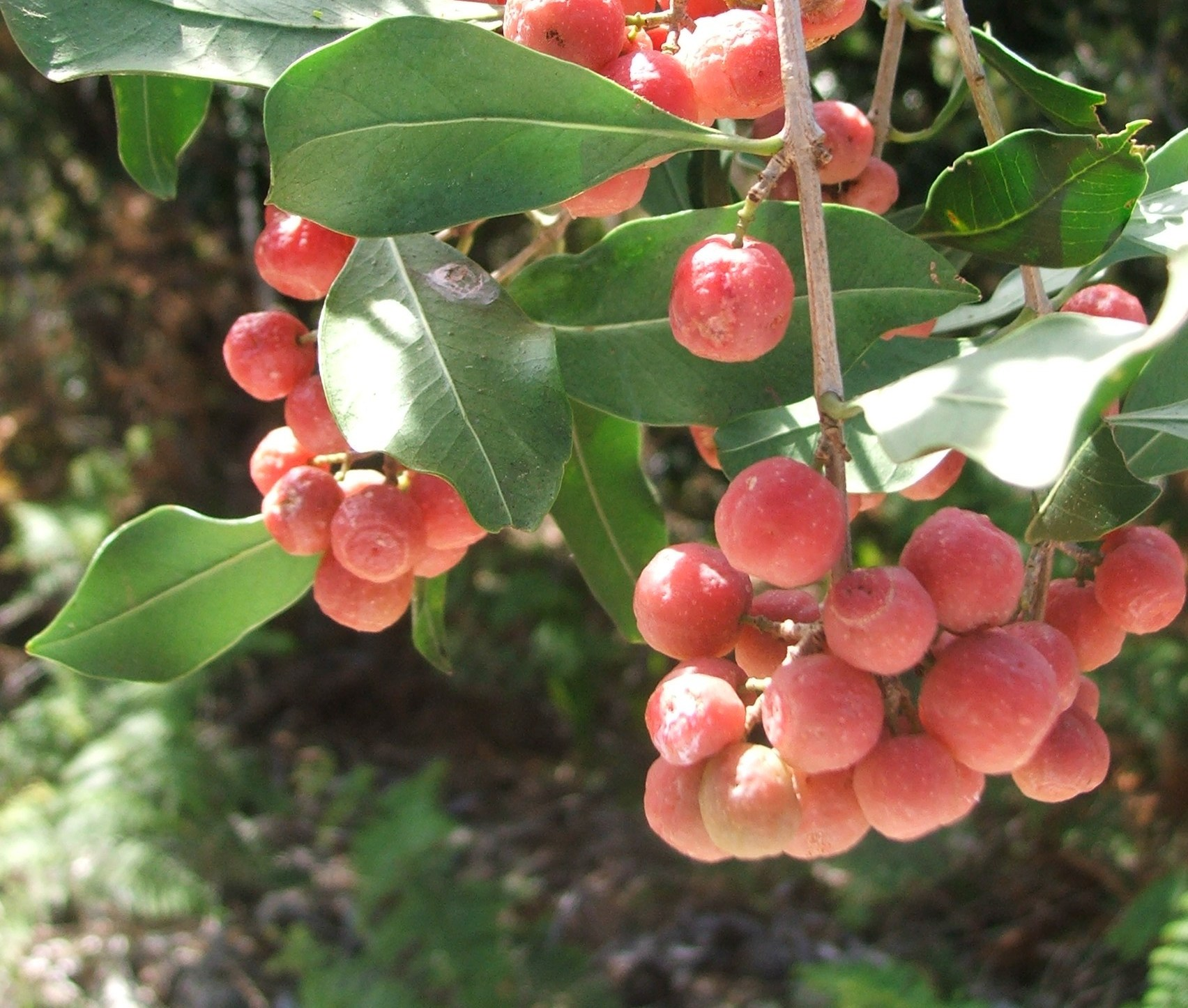